# Seal Glacier
Seal Glacier är en glaciär i Antarktis. Den ligger i Västantarktis. Chile gör anspråk på området. Seal Glacier ligger 819 meter över havet.
Terrängen runt Seal Glacier är lite bergig. Trakten är obefolkad. Det finns inga samhällen i närheten. 